# Phare de l'île de Sant'Andrea
Le phare de l'île de Sant'Andrea (en italien : Faro di Isola Sant'Andrea) est un phare situé sur l'île de Sant'Andrea de la municipalité de Gallipoli, dans la région des Pouilles en Italie. Il est géré par la Marina Militare.

## Histoire
Le phare, mis en service en 1865, se situe à environ 2.5 km du front de mer de Gallipoli, en mer Ionienne. Relié au réseau électrique, il est automatisé.

## Description
Le phare  est une tour octogonale en béton de 43 m de haut, avec galerie et lanterne, s'élevant d'une maison de gardien de deux étages. Le phare est totalement blanc et le dôme de la lanterne est gris métallique. Il émet, à une hauteur focale de 45 m, deux brefs éclats blancs de 0.2 seconde toutes les 10 secondes. Sa portée est de 19 milles nautiques (environ 35 km) pour le feu principal et 15 milles nautiques (environ 28 km) pour le feu de veille.
Identifiant : ARLHS : ITA-084 ; EF-3562 - Amirauté : E2168 - NGA : 10760 .

## Caractéristiques dufeu maritime
Fréquence : 10 s (W-W)
- Lumière : 0.2 seconde
- Obscurité 2.3 secondes
- Lumière : 0.2 seconde
- Obscurité : 7.3 secondes

|          |
| Le phare |

### Liens connexes
- Liste des phares de l'Italie
- Parc naturel régional de l'île de Sant'Andrea et de la côte de Punta Pizzo